# Stegana similis
Stegana similis är en tvåvingeart som beskrevs av Lastovka och Maca 1982. Stegana similis ingår i släktet Stegana och familjen daggflugor. Arten är reproducerande i Sverige. Inga underarter finns listade i Catalogue of Life.